# Lady Williams
Lady Williams ist eine Apfelsorte, die um 1930 im Westen Australiens entdeckt wurde. Man geht davon aus, dass es sich um eine Kreuzung zwischen den Sorten Granny Smith und Rokewood handelt.
Besondere Merkmale dieser Apfelsorte sind die späte Reifezeit, die außergewöhnliche Haltbarkeit und die satte Rotfärbung.
Da der Apfel erst relativ spät voll ausreift, ist er für kühlere Klimazonen ungeeignet. Weiterhin ist er außerhalb des westlichen Australiens eher unbekannt.
Er findet heute Verwendung in der Züchtung. So entstand aus der Kreuzung mit der Sorte Golden Delicious die Sorte Cripps Pink, die unter dem Handelsnamen Pink Lady vertrieben wird.